# 10023 Vladifedorov
10023 Vladifedorov eller 1979 WX3 är en asteroid i huvudbältet som upptäcktes den 17 november 1979 av den ryska astronomen Ljudmila Tjernych vid Krims astrofysiska observatorium på Krim. Den är uppkallad efter läkaren Vladimir D. Fedorov.
Asteroiden har en diameter på ungefär 7 kilometer och den tillhör asteroidgruppen Massalia.